# Stazione di Piacenza
La stazione di Piacenza è una stazione ferroviaria collocata sulla linea Milano-Bologna, a servizio della città di Piacenza. È capolinea delle linee Alessandria-Piacenza e Piacenza-Cremona.

## Storia

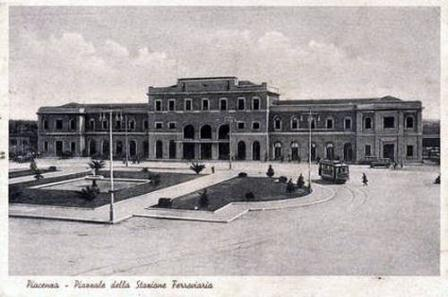
La stazione in una cartolina del 1939

La stazione entrò in servizio nel 1859, quando venne raggiunta dalla ferrovia proveniente da Bologna: il primo viaggio ad interessare la stazione avvenne nel mese di luglio, con un convoglio a vapore che partì da Piacenza e raggiunse Bologna; l'evento attirò nei pressi dello scalo, le cui strutture erano al momento solo provvisorie, una folla di curiosi proveniente dalla città e da diversi centri della provincia. Il 19 gennaio dell'anno successivo, con il completamento del tratto che separava la stazione dal ponte sul fiume Trebbia, l'infrastruttura divenne capolinea della linea proveniente da Alessandria.
La stazione rimase capolinea della linea proveniente da Bologna fino al novembre 1861, quando, a seguito della costruzione di un ponte provvisorio sul fiume Po, venne inaugurata la tratta Piacenza-Milano.
All'inizio degli anni '30 la stazione e il suo fabbricato viaggiatori, caratterizzato da una forma piatta che si allineava agli stilemi dell'architettura militare della seconda metà dell'Ottocento e vecchi di 75 anni, era considerata bisognosa di interventi di ammodernamento e potenziamento: ad opera del comune furono abbattute alcune costruzioni ritenute inutili ed ingombranti, mentre fu realizzato un nuovo fabbricato viaggiatori dotato di biglietteria, ristorante e alloggi per i ferrovieri, nonché sottopassi, pensiline e nuove cabine elettriche; gli appalti per la realizzazione dei lavori furono coinvolsero anche imprese piacentine.
Nel 1932, con l'inaugurazione della ferrovia per Bettola, fu affiancata dall'impianto capolinea della rete, gestito dalla SIFT, che rimase in uso fino alla chiusura della linea, avvenuta nel 1967, mentre a partire dall'ottobre del 1933 l'impianto ebbe anche la funzione di capolinea della linea per Cremona.
Il 12 gennaio 1997 vi si verificò un grave incidente ferroviario: alle 13.26 la prima carrozza di un treno ETR.460 "Pendolino" proveniente da Milano e diretto a Roma deragliò e si ribaltò durante la percorrenza della curva situata all'ingresso della stazione, a circa 400 m di distanza dal fabbricato viaggiatori, spezzandosi in due tronconi dopo aver colpito dei pali di sostegno e causando il deragliamento di sei delle otto restanti carrozze. Dei 167 passeggeri presenti sul treno al momento dell'incidente, 36 rimasero feriti, mentre 8, i due macchinisti, due agenti della Polfer, due hostess e due passeggeri, morirono. A bordo del treno si trovava anche Francesco Cossiga, senatore a vita ed ex presidente della Repubblica Italiana, che rimase illeso essendosi spostato dalla prima carrozza alla carrozza ristorante proprio poco prima dell'impatto. Le cause dell'incidente, dopo una serie di ipotesi relative allo stato psicofisico dei macchinisti e a un guasto tecnico della prima carrozza, furono ricondotte alla velocità troppo alta del treno, che procedeva a circa 160 km/h quando il limite sul tratto era di 105 km/h. In seguito all'episodio, in stazione fu posta nei pressi del binario 1 Ovest una lapide in memoria delle vittime.
Fino al 2018 la stazione fu gestita dalla società Centostazioni, per poi passare sotto la gestione diretta di RFI.

## Strutture e impianti

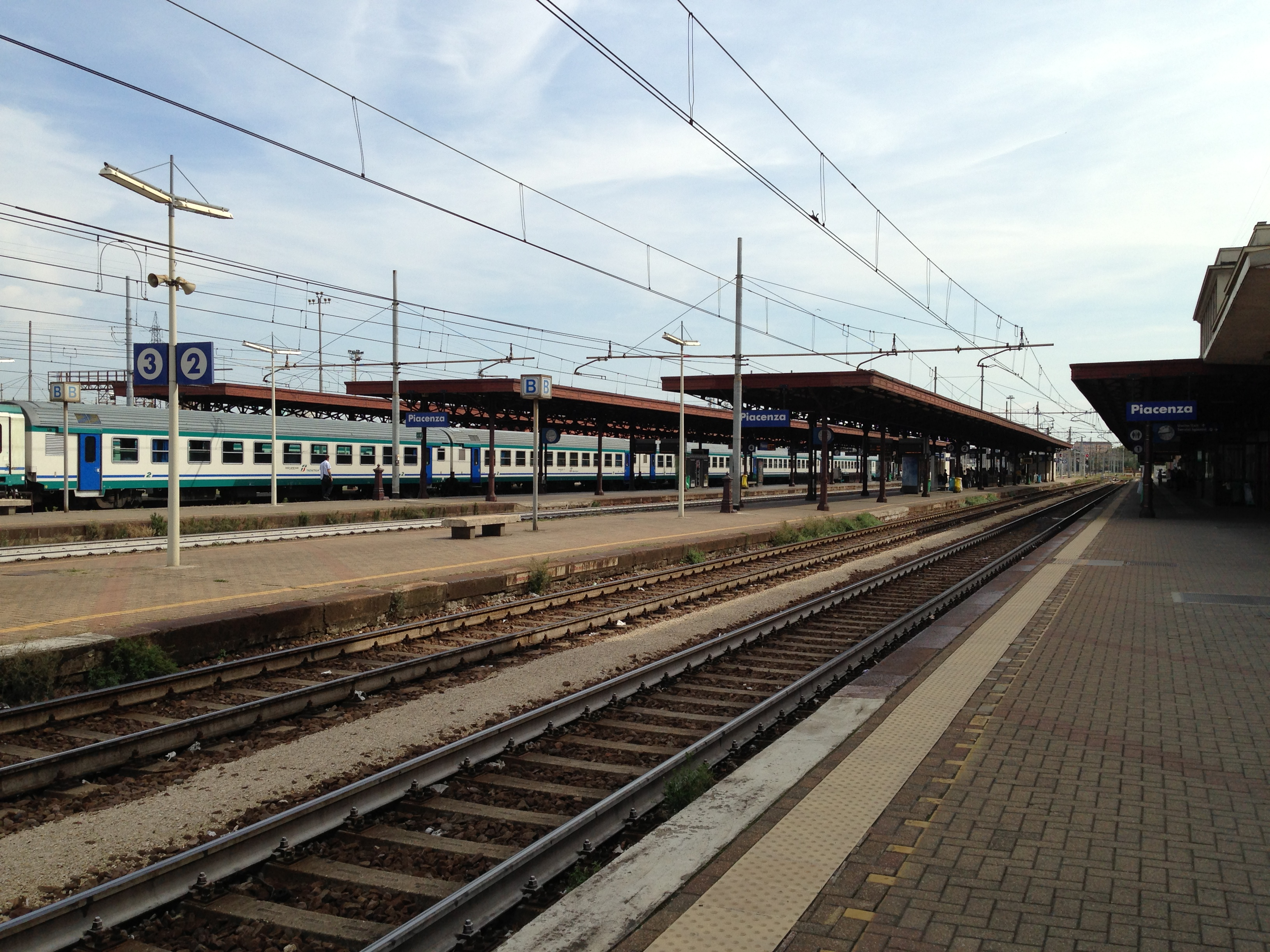
Il piazzale binari

L'impianto è gestito da Rete Ferroviaria Italiana.
Il fabbricato viaggiatori venne costruito nel 1937 su progetto di Roberto Narducci. La struttura si compone di tre corpi: il corpo principale centrale si presenta affiancato da due laterali in stile Novecento.
Il corpo centrale, caratterizzato, come i due laterali, da una pianta rettangolare, si sviluppa su tre livelli di cui solo il piano terra accessibile ai viaggiatori; sul fronte sono presenti tre grandi archi che raggiungono il livello superiore, accanto ai quali sono presenti due archi più piccoli per lato. I corpi laterali, sviluppati simmetricamente rispetto al corpo centrale e articolati su due livelli, sono collegati con la struttura centrale da una galleria composta da cinque arcate.
Il piazzale è composto da nove binari dedicati al servizio viaggiatori, di cui otto passanti, numerati da 1 a 8, ed uno tronco, chiamato 1 Ovest e situato nel piazzale ovest. Tutti i binari a servizio dei viaggiatori sono dotati di banchina e, ad eccezione di quello tronco, riparati da una pensilina e collegati fra loro da un sottopassaggio dotato di ascensore.
Sul lato settentrionale dell'impianto è presente un fascio di binari, alcuni dei quali tronchi, ad uso dello scalo merci: nel complesso lo scalo si estende su una superficie di circa 17000 m² ed è composto da 8 binari ai quali si aggiungono 3 binari parte di un raccordo verso alcuni insediamenti industriali limitrofi.

## Movimento
Il servizio passeggeri è svolto da Trenitalia per i treni a lunga percorrenza, da Trenitalia Tper, subentrata alla divisione regionale emiliano-romagnola di Trenitalia a partire dal 1º gennaio 2020, per i collegamenti regionali di competenza dell'Emilia-Romagna e da Trenord per i collegamenti regionali di competenza della Lombardia.
Nel 2010 la stazione era interessata da un flusso annuo pari a 5 milioni di passeggeri.
Limitatamente al trasporto ferroviario regionale, a novembre 2019, la stazione risultava frequentata da un traffico giornaliero medio di circa 9 254 persone (4 242 saliti + 5 012 discesi).
Nello scalo merci, oltre a Trenitalia, operano varie ferroviarie come Rail Cargo Carrier Italia, Crossrail e GTS Rail.

## Servizi
La stazione è classificata da RFI nella categoria gold.
La stazione offre i seguenti servizi:
- Biglietteria a sportello
- Biglietteria automatica
- Servizi igienici
- Bar
- Posto di Polizia ferroviaria

## Interscambi
- Fermata autobus[1]
- Stazione taxi[1]